# 韋利科西爾利亞 (舊桑博爾區)
49°23′46″N 22°49′57″E / 49.39611°N 22.83250°E
韋利科西爾利亞（烏克蘭語：Великосілля），是烏克蘭西部的村莊，隸屬利維夫州的桑比爾區。該村處於利寧卡河畔，2001年人口331，居民使用烏克蘭語。